# Gaibach
Gaibach ist ein Ortsteil der Stadt Volkach im bayerischen Landkreis Kitzingen in Unterfranken. Gaibach war bis zum freiwilligen Zusammenschluss mit Volkach am 1. Oktober 1978 eine selbständige Gemeinde. Die lange Phase der Unabhängigkeit rührt bereits aus der Frühen Neuzeit her. Das Dorf erhielt mit den Herren Echter von Mespelbrunn und später den Grafen von Schönborn mächtige Dorfherren, die ein eigenes Halsgericht etablierten. Gaibach wurde nie Teil des umgebenden Hochstifts Würzburg.
Die lange Souveränität führte auch dazu, dass das kleine Dorf verhältnismäßig viele architektonische Besonderheiten aufweist. Neben dem Schloss der Dorfherren steht am zentralen Platz die Dreifaltigkeitskirche, die von Balthasar Neumann als Patronatskirche des Hauses Schönborn errichtet wurde. Die Grafen sorgten auch für die Errichtung einer Rundkapelle an der Ausfallstraße in Richtung Schweinfurt. Die Konstitutionssäule wurde als Reminiszenz an die Bayerische Verfassung von 1818 aufgerichtet. Im Jahr 2020 wurde Gaibach vom Bayerischen Landtag zu einem der 13 Orte der Demokratie in Bayern ernannt.

## Geografische Lage

### Geografie und naturräumliche Gliederung
Gaibach liegt im Norden des Volkacher Gemeindegebietes. Weiter nördlich beginnt der Landkreis Schweinfurt mit dem gleichnamigen Hauptort der Gemeinde Kolitzheim. Auch im Osten geht die Gemarkung in Schweinfurter Gebiet über, der Kolitzheimer Ortsteil Zeilitzheim liegt Gaibach am nächsten. Südöstlich erhebt sich der Volkacher Ortsteil Obervolkach, während im Süden die Kernstadt Volkach selbst zu finden ist. Fahr, wiederum ein Volkacher Ortsteil, liegt im Südwesten, westlich ist wiederum Gebiet des Landkreises Schweinfurt mit der Gemeinde Stammheim.
Nächstgelegene, größere Städte sind Kitzingen mit einer Distanz von etwa 17 Kilometern und Schweinfurt, das ebenfalls ungefähr 17 Kilometer entfernt ist. Die nächste Großstadt ist das 23 Kilometer entfernte Würzburg.
Naturräumlich bildet das Gebiet um Gaibach eine eigene Untereinheit, die sogenannte Gaibacher Lößhochfläche. Sie ist Teil des Iphofen-Gerolzhofener Steigerwaldvorlands innerhalb der Mainfränkischen Platten.
Das Dorf liegt in der Maingauklimazone, die zu den trockensten und wärmsten in Deutschland zählt. Dies erklärt auch den Weinbau im Ort. Der Main selbst berührt die Gaibacher Gemarkung allerdings nicht, sondern fließt westlich vorbei. Im Dorf entspringt der Gaibach, der in Richtung Südosten in die Volkach abfließt. Ein weiterer Volkachzufluss ist der Eschbachgraben, der im Süden der Gemarkung entspringt. Die Quelle des Eschbachgrabens befindet sich ebenfalls auf der Gaibacher Gemarkung. Geologisch überwiegen Sandsteine des Oberen Muschelkalks und des Unteren Keupers. Gaibach liegt am Rande der Wipfeld-Gaibacher Störungszone, bei der die Gesteinspakete relativ zueinander vertikal bewegt wurden.

### Dorfgliederung

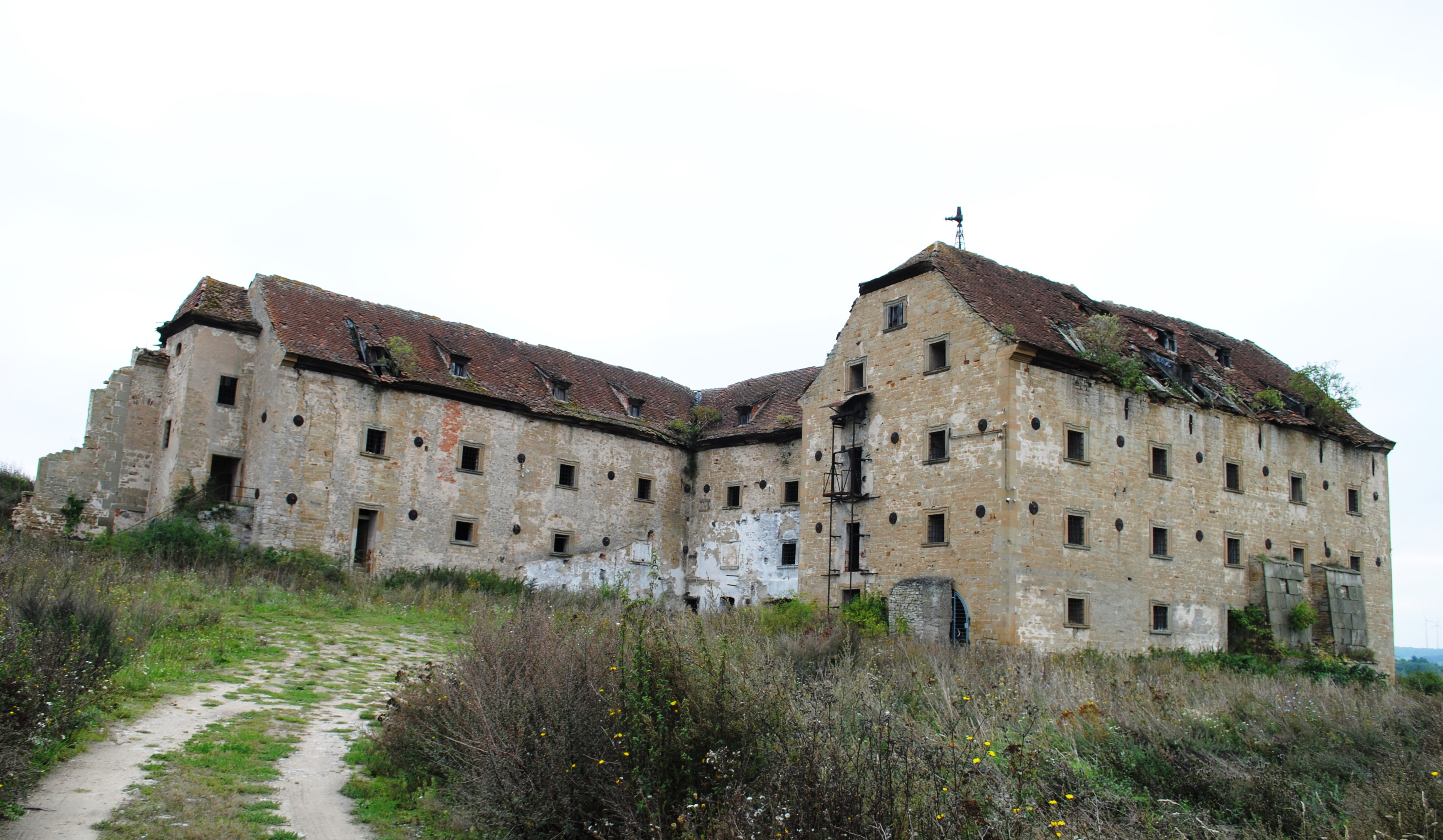
Der Hof in Öttershausen

Die Gaibacher Gemarkung nimmt eine Fläche von 7,9 km² ein und wird neben dem Dorf Gaibach selbst, im Süden der Gemarkung gelegen, vom Weiler Öttershausen gebildet. Der ehemalige Gutshof Öttershausen grenzt im Norden an das Dorf und kam bereits im 19. Jahrhundert zu Gaibach. Zwischen beiden Ortsteilen liegt die Flur Englischer Garten, die vom ehemaligen Schlosspark eingenommen wird. Sie geht in die sogenannte Schönbornhöhe, den früheren Sonnenberg mit der Konstitutionssäule über.
Öttershausen wird von folgenden Fluren gebildet: Müllerfeld (im Norden), Kolitzheimer Grund (im Nordosten), Zeilitzheimer Grund (im Osten), Klinge (im Südosten), Laufberg (im Süden), Öttershausner Höhe (im äußersten Süden), Eulengrube (im Südwesten), Steinhügel (im Westen) und Neuer Berg (im Nordwesten). Zentrum ist das ehemalige Hofgut und der neuere Weiler an der Kreisstraße KT 35.
Der Gaibacher Westen wird von der Flur Gießhügel und der sogenannten Poppenhecke eingenommen. Gieshügel, eine alte Wüstung, war noch bis ins 15. Jahrhundert besiedelt, ehe die Felder zu Gaibach kamen. Dort befindet sich mit 288 m auch die höchste Erhebung der Gemarkung. Gaibach weist mit dem sogenannten Fasangarten oberhalb des ehemaligen Schlossparks ein Naturdenkmal auf.

## Geschichte

### Wechselnde Dorfherren (bis 1412)
Anders als einige Ansiedlungen in der Umgebung von Gaibach ist das Dorf selbst keine Gründung aus der Zeit der fränkischen Kolonisation. Die Endung -bach weist auf eine Besiedlung im 7. oder 8. nachchristlichen Jahrhundert hin. Der Name Gaibach, eine Rodungssiedlung, bedeutet demnach „fruchtbares, freies Land am Bach“, was sich auf das Gewässer Gaibach bezieht, das nahe Obervolkach in die Volkach einmündet.
Nach der angenommenen Gründung vergingen noch einige Jahrhunderte, bevor Gaibach zum Ende des 13. Jahrhunderts, im Jahr 1299, als „Guebach“ erstmals in den Quellen auftauchte. Das Ackerland des Dorfes war damals in den Händen der Herren von Gaibach, die als Ministeriale und Lehensträger der Grafen von Castell und des Würzburger Fürstbischofs die Dorfgüter verwalteten. Neben ihnen hatten auch andere Rechtsträger Güter in Gaibach, darunter das Steigerwaldkloster Ebrach und die Herren von Brackenlohr, die in Gaibach auch einen ihrer Ansitze unterhielten.
Im Jahr 1303 wurde Gotfried de Gubach als Letzter seiner Familie erwähnt. Die Dorfherrschaft ging in der Folgezeit auf wechselnde Adelsgeschlechter über: die Fuchs von Dornheim, die Ritter von Dettelbach, die Herren von Heidingsfeld, die Edelknechte Fere vom Berg, die Wolfskeel, die Rüdt von Collenberg und zuletzt, im Jahr 1412, auf die Zollner von der Hallburg. In diesem Jahr wurde Konrad Zollner mit der Vogtei des Dorfes belehnt.

### Die Zollner von Gaibach (bis 1580)

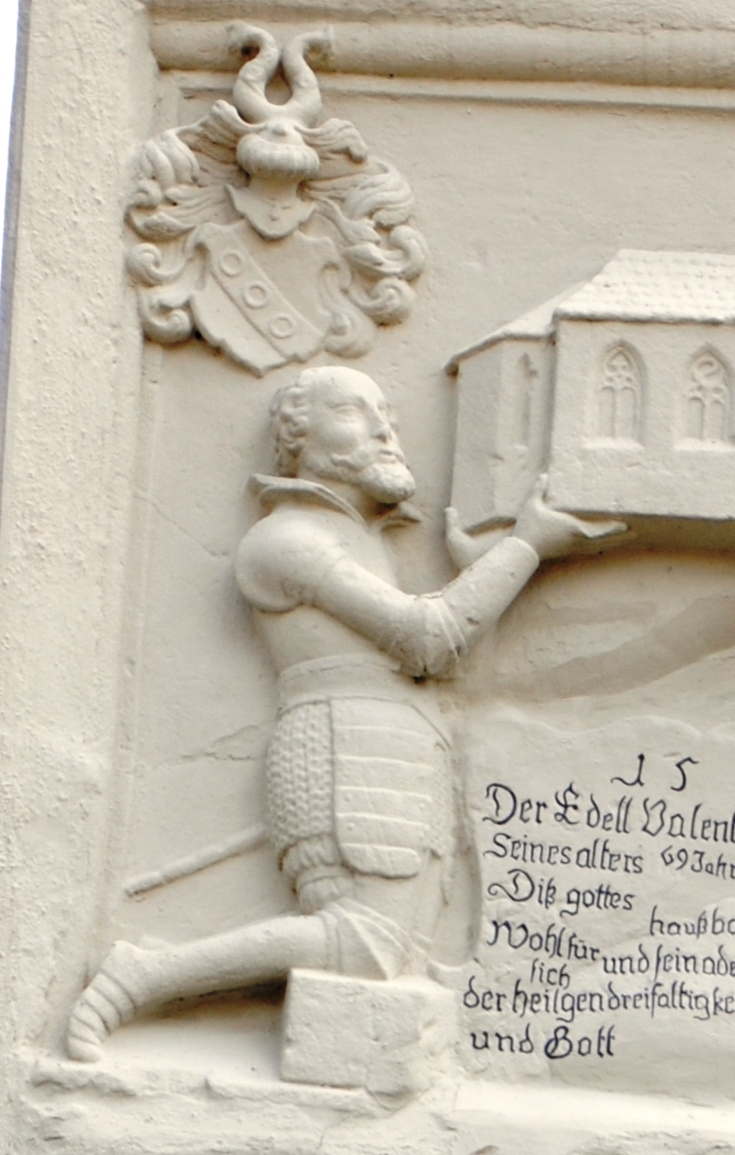
Valentin Echter von Mespelbrunn

Der befestigte Fronhof, der den Mittelpunkt des Dorfes bildete, verblieb in den Händen der Volkacher Familie Rucker, ehe er im Jahr 1453 an Balthasar Fere vom Berg übergeben wurde. Von diesem gelangte er in die Hände des Endres Zollner von der Hallburg, der so seinen Einfluss über Gaibach ausbauen konnte. Im Jahr 1487 und 1491 wurde der Besitz der Hallburger Herren durch Ankauf zweier weiterer Gutshöfe erweitert.
Unter der Herrschaft des Hans Zollner stieg Gaibach im Jahr 1492 zum Stammsitz einer Linie des Adelsgeschlechts auf. Hans nannte sich fortan „Zollner von Gaibach“. Mit diesem Aufstieg ging auch der Ausbau der Befestigung einher, die mit Graben und Mauer zu einer Burg ausgebaut wurde. 1525 zerstörten Volkacher Bauernhaufen im Deutschen Bauernkrieg das Dorf und steckten die Burg in Brand. Bald darauf forcierten die Zollner den Wiederaufbau.
Im Jahr 1554 waren die Gaibacher Höhen um das Dorf Schauplatz einer kriegerischen Auseinandersetzung. Bundestruppen unter dem Befehl des Bohuslav Felix von Lobkowitz und Hassenstein verfolgten die Armee des Markgrafen Albrecht Alcibiades von Brandenburg-Kulmbach. Die Truppen des Markgrafen nahmen bereits Schlachtordnung ein, allerdings zögerte Hassenstein mit dem Angriff. Die eigentliche Schlacht begann dann nordöstlich von Stadtschwarzach.
In den folgenden Jahren verschuldeten sich die Herren von Gaibach immer mehr, sodass im Jahr 1580 Georg Sigmund Zollner von Gaibach seine Besitzungen und die Dorfherrschaft für 21.816 Gulden verkaufen musste. Käufer waren die Brüder Adolf, Valentin und Dietrich Echter von Mespelbrunn, die daraufhin mit dem Halsgericht und der Vogtei belehnt wurden. Später erhielt Valentin Echter das Dorf allein.

### Die Echter von Mespelbrunn (bis 1650)
Unter dem Volkacher Amtmann Valentin Echter von Mespelbrunn wurde die Burg wiederum umgebaut. Es entstand ein großes Renaissanceschloss mit Befestigungsanlagen und Türmen. Gleichzeitig festigte der Bruder des Würzburger Fürstbischofs Julius auch die katholische Religion im Ort. Am 30. Oktober 1596 wurde Gaibach aus der Pfarrei Volkach ausgepfarrt und erhielt ein eigenes Gotteshaus. Nach dem Tod des ersten Dorfherren aus dem Geschlecht der Echter begann im Jahr 1626 erstmals die Pest in Gaibach zu wüten und tötete nahezu die Hälfte der Bevölkerung.
Der Dreißigjährige Krieg verschonte auch Gaibach nicht. Im Jahr 1631 eroberten die protestantischen Schweden das Dorf und richteten ein Massaker unter der Bevölkerung an. Als die Besetzung einige Jahre später endete, waren nur noch 15 Häuser bewohnt. Hierzu hatte auch die Pest beigetragen, die im Jahr 1632 erneut die Bevölkerung dezimiert hatte. Nur langsam konnte sich das Dorf von den Folgen des langen Krieges erholen.
Auch die Echter hatten unter dem Krieg sehr gelitten. Wiederum war die Herrschaft Gaibach verschuldet. Im Jahr 1645 sagten deshalb die Nachkommen des Valentins dem Würzburger Bischof das Lehen auf. Das Dorf kam in die Hände der Gläubiger, die es schnellstmöglich verkaufen wollten. Der erste Interessent, Feldmarschall Jobst Max von Gronsfeld, konnte jedoch die Summe von 12.000 Gulden nicht aufbringen.

### Die Grafen von Schönborn (bis 1806)

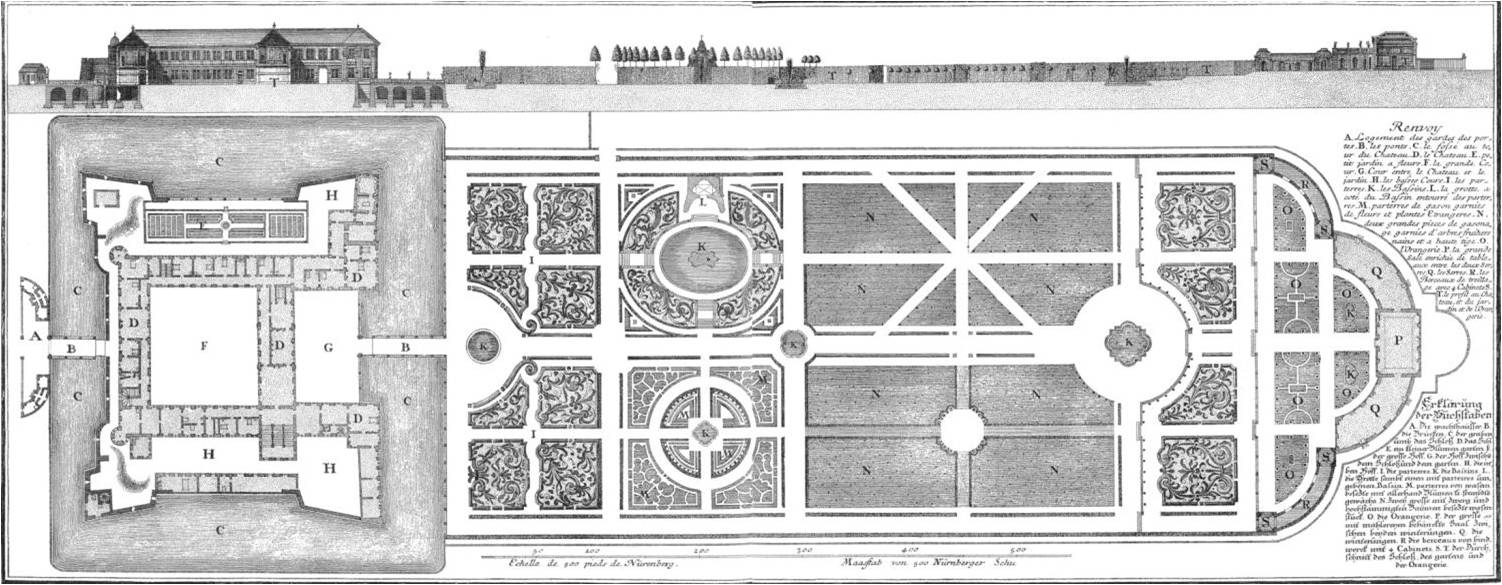
Die Darstellung des barocken Schlossgartens von Salomon Kleiner

Daraufhin wurde der Kaufpreis gesenkt und die hessische Ministerialenfamilie von Schönborn erwarb im Jahr 1650/1651 Dorf und Schloss zum Preis von 10.000 Gulden. Als Gaibach im Jahr 1668 an Lothar Franz von Schönborn übergeben wurde, der später zum Fürstbischof von Bamberg aufstieg, rückte der Ort in den Mittelpunkt des europäischen Geisteslebens. Wiederum baute man das Schloss um und ließ  einen barocken Garten anlegen.
Im Jahr 1702 weilte Kaiser Joseph I. in Gaibach und erfreute sich an den großen Sammlungen des Kirchenfürsten Schönborn. 1724 erhielt Friedrich Carl von Schönborn das Dorf. Unter seiner Herrschaft hatte das Örtchen den Höhepunkt seines Einflusses. Mit der Fertigstellung der Pfarrkirche zur Heiligsten Dreifaltigkeit durch den Baumeister Balthasar Neumann erhielt man ein Bauwerk von überregionalem Rang. Ab dem Jahr 1746 war Gaibach allerdings nur noch ein gräflicher Nebensitz der Reichsgrafschaft Wiesentheid.
Mit der Besetzung durch die Soldaten der französischen Revolutionsarmee am Beginn des 19. Jahrhunderts und der Neuordnung Europas durch Napoleon verloren die Grafen den Einfluss über ihre Herrschaft. Franz Erwein von Schönborn wandelte in den letzten Jahren seiner Herrschaft den barocken Garten in einen englischen Landschaftspark um, das Schloss erhielt in den zwanziger Jahren des 19. Jahrhunderts seine heutige Form.

### In Bayern (bis heute)

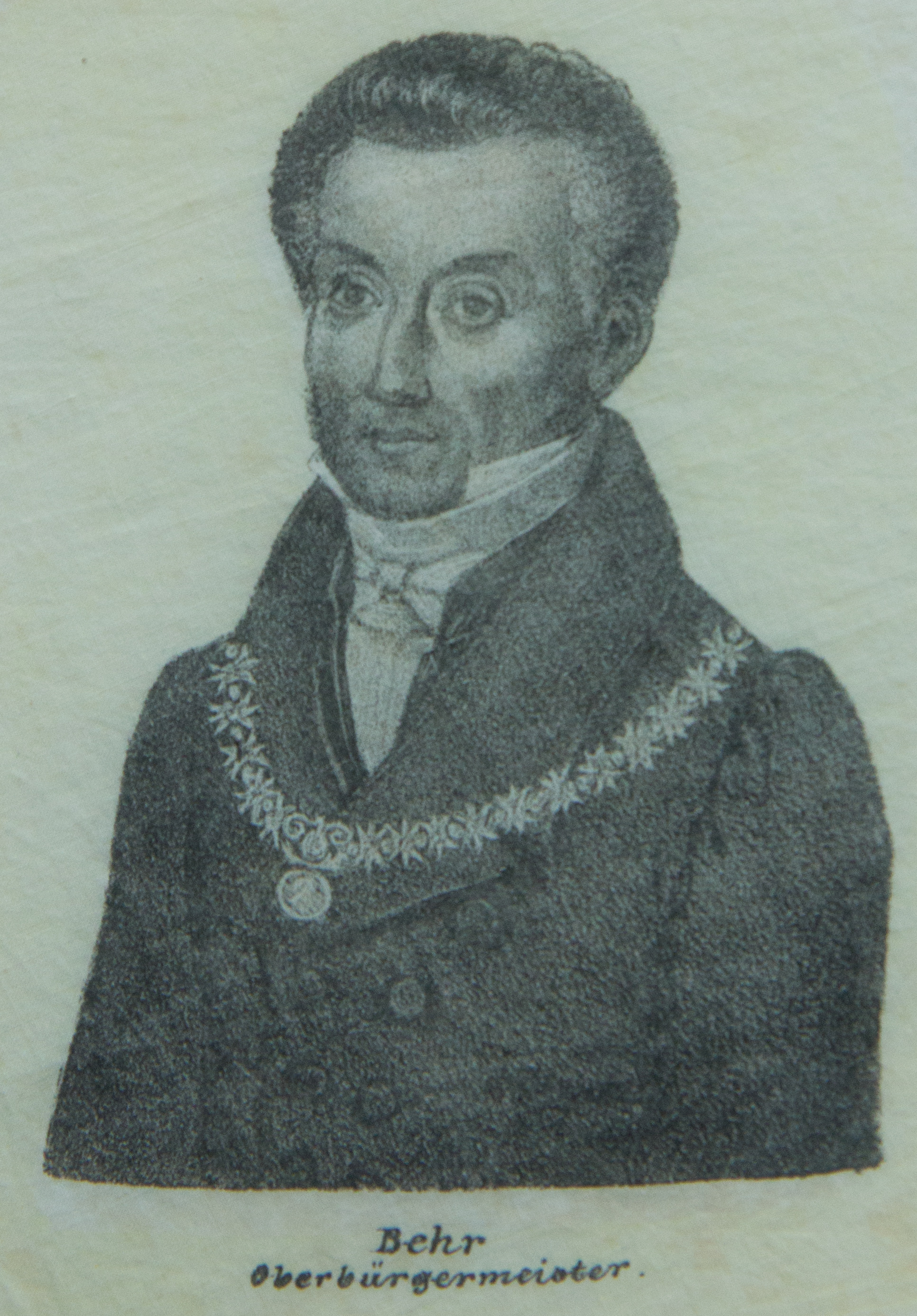
Der Würzburger Bürgermeister Wilhelm Joseph Behr, Redner auf dem Gaibacher Fest. Abbildung auf dem Hambacher Tuch

Nach dem Ende der Mediatisierung war Gaibach im Jahr 1806 eine kurpfalzbayerische Landgemeinde geworden, der die Gemarkungen der Gutshöfe Öttershausen und Hallburg zugeordnet waren. Sie war dem Landgericht Volkach administrativ unterstellt worden, die Grafen behielten lediglich wenige standesherrliche Rechte. Nach einem Intermezzo im Großherzogtum Franken kam das Dorf 1814 endgültig zum jungen Königreich Bayern.
Am 26. Mai 1821 fand dort die Grundsteinlegung für die Konstitutionssäule statt, zur Feier der Verfassung des bayerischen Staates. Anwesend waren der Kronprinz Ludwig und mehrere hohe Politiker. Einige Jahre später, am 22. August 1828 feierte man die Einweihung. Wieder war Ludwig, mittlerweile König Ludwig I., nach Gaibach gekommen. Etwa 30.000 Personen säumten die Straßen des Ortes. In der Folgezeit beging man immer am 27. Mai das Jahresfest vor der Säule.
Unter dem Eindruck der französischen Julirevolution schwand allerdings die königliche Hinwendung zu einer Verfassung für das ganze Volk ab dem Jahr 1830. Am 27. Mai 1832 fand deshalb zeitgleich mit dem größeren Hambacher Fest in der kleinen Gemeinde das Gaibacher Fest statt, bei dem ca. fünf- bis sechstausend Teilnehmer liberale und demokratische Reformen forderten. Der Würzburger Bürgermeister Wilhelm Joseph Behr, der auf dem Gaibacher Fest gesprochen hatte, wurde daraufhin wegen Hochverrats und Majestätsbeleidigung zu einer Festungshaft von unbestimmter Dauer verurteilt.
Danach wurde es einige Zeit ruhig um Gaibach. Im Zweiten Weltkrieg hatte die Gemeinde insgesamt 22 Tote zu beklagen. Am 8. April 1945, dem Weißen Sonntag, erreichten die Amerikaner Gaibach und nahmen den Ort kampflos ein. Bereits 1949 begann die Errichtung eines Gymnasiums in den Räumen des Schlosses, da die meisten städtischen Schulen durch Kriegseinwirkungen zerstört worden waren. Im Jahr 1955 wurde die Hallburg zum Stadtteil des nahen Volkach erklärt.
Am 1. Mai 1978 wurde die bis dahin selbständige Gemeinde in die Stadt Volkach eingegliedert. Die Gemeinde mit einer Fläche von 791,38 Hektar Fläche umfasste neben dem Pfarrdorf Gaibach auch den Weiler Öttershausen.

### Ortsname
Gaibach wurde in einer Urkunde von 1299 „Guebach“ genannt. Für das Jahr 1303 ist „Gubach“ nachgewiesen, während 1538 „Gewbach“ erwähnt wurde. Im Jahr 1667 variierte der Dorfname erneut, Gaibach tauchte als „Gaubach“ in den Quellen auf. Die Grundsilbe -bach weist auf die Gründung in einer Rodungsperiode des 7. oder 8. nachchristlichen Jahrhunderts hin. Gai- oder seine Varianten ist dagegen auf die Lage des Ortes auf einem Gebiet mit geringer Bewaldung und guter Durchgängigkeit zurückzuführen.
Die neuere Literatur verwirft die alt- bzw. mittelhochdeutschen Herleitungen des Ortsnamens. Der Name Gaibach soll sich vom slawischen Wort „gaj“, Hain, ableiten. Die slawischen Wenden besiedelten die Region um die Mainschleife zur gleichen Zeit wie die Franken. Vielleicht handelte es sich bei „gaj“ auch um einen Wendenheiligen. Auf der Höhe der Konstitutionssäule ist noch heute die Flur „Heiligenbaum“ zu finden, die auf die Wenden hinweist.

### Verwaltung und Gerichte
| Die folgenden Verwaltungseinheiten waren der Gemeinde Gaibach übergeordnet. - bis 1650: Allod Echter von Mespelbrunn in Gaibach - bis 1806: Allod Graf von Schönborn in Wiesentheid - bis 1862: Landgericht älterer Ordnung Volkach im Untermainkreis, ab 1837 Unterfranken - bis 1872: Bezirksamt Volkach in Unterfranken - bis 1972: Bezirksamt Gerolzhofen, ab 1939 Landkreis Gerolzhofen in Unterfranken - bis 1978: Landkreis Kitzingen in Unterfranken - ab 1978: Ortsteil der Stadt Volkach, Landkreis Kitzingen in Unterfranken |  | Gerichtlich unterstand Gaibach folgenden Instanzen. - bis 1806: Halsgericht Gaibach - bis 1848: Halsgericht Gaibach, erste Instanz, höhere Instanzen Landgericht älterer Ordnung Volkach - bis 1862: Landgericht älterer Ordnung Volkach - bis 1879: Landgericht Volkach - bis 1966: Amtsgericht Volkach im Landgerichtsbezirk Schweinfurt - bis 1973: Amtsgericht Gerolzhofen im Landgerichtsbezirk Schweinfurt - ab 1973: Amtsgericht Kitzingen im Landgerichtsbezirk Würzburg |  |

### Wappen
| Wappen von Gaibach | Blasonierung: „In Rot ein goldener Balken, im ganzen überdeckt mit einem schrägrechten, blauen Wellenbalken.“ |
| Wappen von Gaibach | Wappenbegründung: Das Wappen der ehemaligen Gemeinde lehnt sich an das der Grafen von Schönborn an, die lange Zeit die Dorfherrschaft über Gaibach innehatten. Die Wappenfarben Rot und Gold weisen auf das Stammwappen der Grafen hin, das in rot einen schreitenden, goldenen Löwen zeigt. Der schrägrechte Wellenbalken symbolisiert dagegen die Zugehörigkeit zur Stadt Volkach, findet sich dieser Balken doch auch in deren Wappen. |

## Politik

### Vom Bürgermeister zum Ortssprecher
Bis 1978 hatte Gaibach einen eigenen Gemeinderat, der aus acht Gemeinderäten bestand. Ein Bürgermeister stand dem Rat vor. Letzter Bürgermeister vor dem Beitritt zu Volkach war Franz Lorey, der vom Zweiten Bürgermeister Füller vertreten wurde. Bereits am 22. Dezember 1975 entschieden sich die Gaibacher Räte für die Eingemeindung nach Volkach, zuvor hatte man allerdings diskutiert, lediglich eine Verwaltungsgemeinschaft zu bilden.
Der Eingemeindung gingen harte Verhandlungen voraus. Gaibach ließ sich den Bau einer Aussegnungshalle, die Übernahme des Kindergartens in städtische Hand und den Unterhalt der Parkanlagen durch die Stadt zusichern. Am 1. Oktober 1978 wurde die  Gemeinde aufgelöst. Bis 2020 wurde Gaibach im Volkacher Stadtrat von Ortssprecher Holger Scheidig vertreten, der an den Sitzungen allerdings lediglich beratend teilnimmt. Heute kümmert sich Hans-Jürgen Linke als Stadtrat um die Belange des Gemeindeteils.
| Liste der Ortsvorsteher bis 1869 | Liste der Ortsvorsteher bis 1869 | Liste der Ortsvorsteher bis 1869 | Liste der Ortsvorsteher bis 1869 | Liste der Ortsvorsteher bis 1869 | Liste der Ortsvorsteher bis 1869 | Liste der Ortsvorsteher bis 1869 | Liste der Ortsvorsteher bis 1869 |
| Schultheißen (bis 1812)          | Schultheißen (bis 1812)          | Schultheißen (bis 1812)          | Schultheißen (bis 1812)          | Schultheißen (bis 1812)          | Schultheißen (bis 1812)          | Schultheißen (bis 1812)          | Schultheißen (bis 1812)          |
| -------------------------------- | -------------------------------- | -------------------------------- | -------------------------------- | -------------------------------- | -------------------------------- | -------------------------------- | -------------------------------- |
| Simon Pfriem (1746)              |                                  |                                  |                                  |                                  |                                  |                                  |                                  |
| Andreas Wahler (1764)            |                                  |                                  |                                  |                                  |                                  |                                  |                                  |
| Andreas Köhler (1780)            |                                  |                                  |                                  |                                  |                                  |                                  |                                  |
| Christoph Bauer (1790)           |                                  |                                  |                                  |                                  |                                  |                                  |                                  |
| Jörg Dreher (1796)               |                                  |                                  |                                  |                                  |                                  |                                  |                                  |
| Johann Hellrich (1812)           |                                  |                                  |                                  |                                  |                                  |                                  |                                  |
| Bürgermeister (bis 1818)         |                                  |                                  |                                  |                                  |                                  |                                  |                                  |
| Franziskus Melchior (1745)       |                                  |                                  |                                  |                                  |                                  |                                  |                                  |
| Leo Baumann (1749)               |                                  |                                  |                                  |                                  |                                  |                                  |                                  |
| Christ Ulsamer (1750)            |                                  |                                  |                                  |                                  |                                  |                                  |                                  |
| Adam Weiß (1751)                 |                                  |                                  |                                  |                                  |                                  |                                  |                                  |
| Kaspar Schmachtenberger (1764)   |                                  |                                  |                                  |                                  |                                  |                                  |                                  |
| Friedrich Wolf (1780)            |                                  |                                  |                                  |                                  |                                  |                                  |                                  |
| Johann Lermich (1792)            |                                  |                                  |                                  |                                  |                                  |                                  |                                  |
| Michael Weiß (1802)              |                                  |                                  |                                  |                                  |                                  |                                  |                                  |
| Martin Ulsamer (1807)            |                                  |                                  |                                  |                                  |                                  |                                  |                                  |
| Jörg Reiz (1811)                 |                                  |                                  |                                  |                                  |                                  |                                  |                                  |
| Franz Schmitt (1815)             |                                  |                                  |                                  |                                  |                                  |                                  |                                  |
| Lorenz Schüll (1818)             |                                  |                                  |                                  |                                  |                                  |                                  |                                  |
| Ortsvorsteher (bis 1868)         |                                  |                                  |                                  |                                  |                                  |                                  |                                  |
| Lorenz Schüll (1818)             |                                  |                                  |                                  |                                  |                                  |                                  |                                  |
| Johann Leist (1819)              |                                  |                                  |                                  |                                  |                                  |                                  |                                  |
| Johann Christ (1820)             |                                  |                                  |                                  |                                  |                                  |                                  |                                  |
| Friedrich Ulsamer (1821)         |                                  |                                  |                                  |                                  |                                  |                                  |                                  |
| N. Dinkel (1826)                 |                                  |                                  |                                  |                                  |                                  |                                  |                                  |
| N. Zwinger (1837)                |                                  |                                  |                                  |                                  |                                  |                                  |                                  |
| N. Pfriem (1839)                 |                                  |                                  |                                  |                                  |                                  |                                  |                                  |
| Johann Pfeind (1841)             |                                  |                                  |                                  |                                  |                                  |                                  |                                  |
| N. Pfriem (1851)                 |                                  |                                  |                                  |                                  |                                  |                                  |                                  |
| N. Ulsamer (1857)                |                                  |                                  |                                  |                                  |                                  |                                  |                                  |
| N. Dinkel (1866)                 |                                  |                                  |                                  |                                  |                                  |                                  |                                  |

| N. Dinkel         | 1869–1870 |                                     |
| Lorenz Schmitt    | 1870–1887 |                                     |
| Joseph Dinkel     | 1887–1905 |                                     |
| Georg Hillenbrand | 1905–1933 | erste Amtszeit                      |
| Georg Holzwarth   | 1933–1937 |                                     |
| Georg Hillenbrand | 1937–1945 | zweite Amtszeit                     |
| Josef Krümpel     | 1945–?    |                                     |
| Franz Lorey       | ?–1978    | mit Zweitem Bürgermeister N. Füller |

### Einwohnerentwicklung
In Gaibach lebten bis ins 18. Jahrhundert etwa 250 Einwohner. Im Zuge des Bedeutungsgewinns in der Schönbornzeit (1719–1746) kam es zum vermehrten Zuzug von Bewohnern, sodass 1780 insgesamt 320 Einwohner im Dorf lebten. Die allgemeine Einwohnerentwicklung im 19. Jahrhundert führte zu weiterem Zuzug, 1904 hatte Gaibach bereits 397 Bewohner. Der Höhepunkt wurde allerdings erst in den fünfziger Jahren des 20. Jahrhunderts erreicht, da durch die Vertreibung nach dem Zweiten Weltkrieg viele Flüchtlinge in Gaibach Unterschlupf fanden.
| Jahr | Einwohner (Ort) | Einwohner (Gemeinde) |
| ---- | --------------- | -------------------- |
| 1745 | 250             |                      |
| 1780 | 320             |                      |
| 1867 |                 | 470                  |
| 1871 | 346             | 431                  |
| 1885 | 335             | 394                  |
| 1900 | 328             | 397                  |
| 1925 | 355             | 410                  |
| 1950 | 548             | 636                  |
| 1961 | 538             | 561                  |
| 1970 | 489             | 513                  |
| 1987 | 565             |                      |
| 1993 | 530             |                      |

## Kultur und Sehenswürdigkeiten

### Baudenkmäler

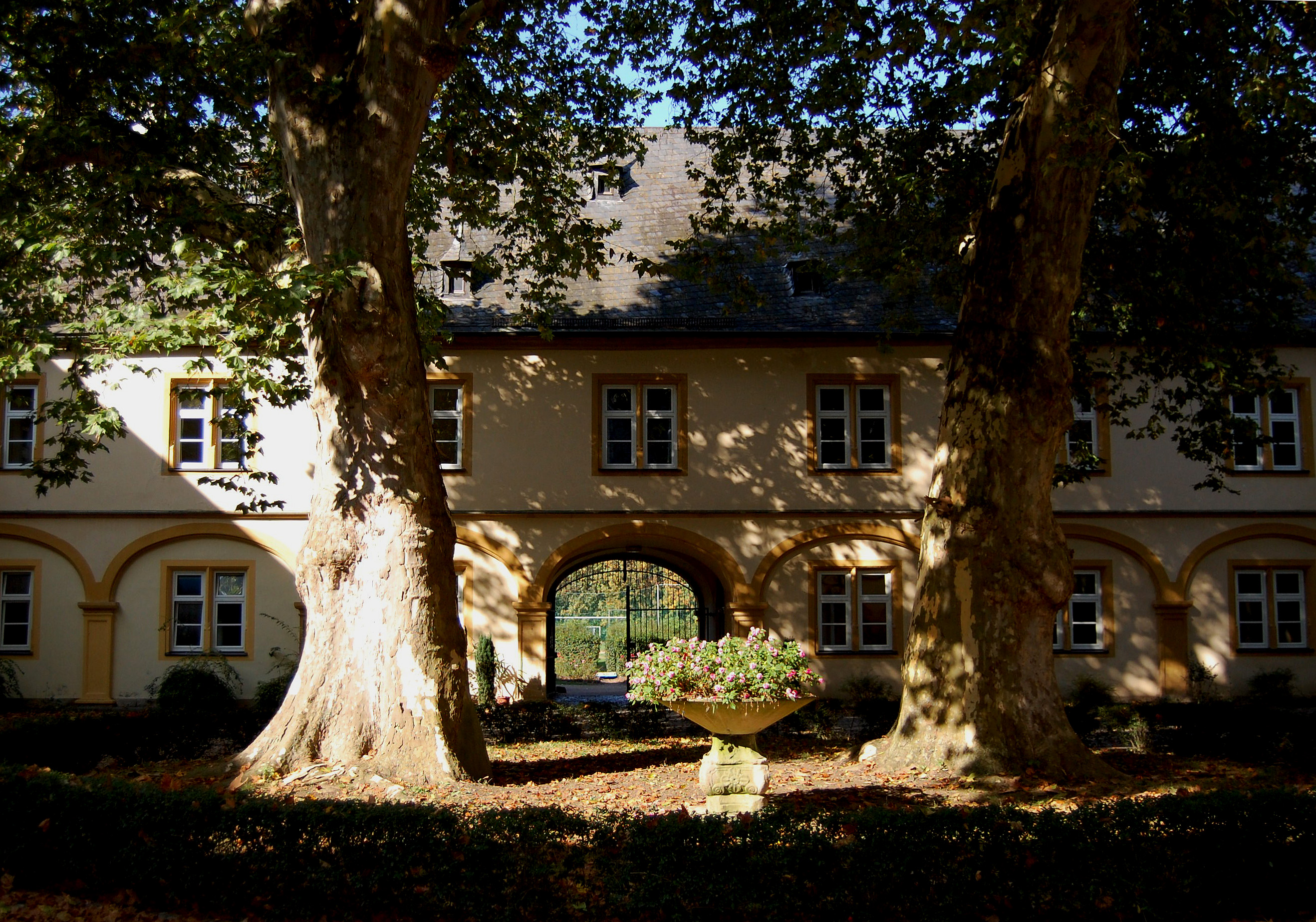
Der Innenhof des Gaibacher Schlosses

#### Schloss und Schlosspark
Das Gaibacher Schloss im Ortskern geht auf eine mittelalterliche Burg zurück, die von verschiedenen Herren bewohnt wurde. Im 15. Jahrhundert erwarben die Zollner von der Hallburg das Gebäude, ließen es weiter ausbauen und erhoben es zu einem ihrer Stammsitze. Die Burg litt im Deutschen Bauernkrieg, als sie von den marodierenden Haufen niedergebrannt wurde. Den Wiederaufbau nahmen die Zollner in die Hand.
Als das Dorf in die Hände der Familie von Mespelbrunn gelangte, begann man den Bau eines Renaissanceschlosses, das im Jahr 1608 fertiggestellt wurde. 1651 erhielten die Grafen von Schönborn Dorf und Schloss. Ab 1693 wurde wiederum gebaut. Der ausführende Baumeister Leonhard Dientzenhofer schuf ein barockes Schloss, gleichzeitig legte man auch einen großen, barocken Garten westlich der neuen Residenz an.
Das 19. Jahrhundert brachte klassizistische Erneuerungen, die Gartenfassade wurde vereinfacht. Gleichzeitig wandelte man den Garten in einen englischen Landschaftspark um. 1820 entstand als Ruhmeshalle für die bayerische Verfassung der sogenannte Konstitutionssaal im Schloss. Heute werden die Schlossgebäude als Internat für das Franken-Landschulheim genutzt.

#### Konstitutionssäule
Die Konstitutionssäule auf dem Hügel des Sonnenbergs, der die Nordseite des großen Schlossparks einnimmt, entstand in den Jahren 1821 bis 1828. Der mediatisierte Fürst Franz Erwein von Schönborn hatte die Idee, ein Monument zur Feier der bayerischen Verfassung von 1818 zu errichten. Als Architekten konnte man Leo von Klenze gewinnen. Am 26. Mai 1821 wurde im Beisein des Kronprinzen und mehrerer Würdenträger die Grundsteinlegung gefeiert.
Nach der Einweihung, an der sich auch der mittlerweile zum König gekürte Ludwig I. beteiligte, gab es jährlich Gedenkumzüge zu Ehren der Verfassung. Im Jahr 1832 fand unterhalb der Säule das Gaibacher Fest statt, das wegen des Monuments auch Konstitutionsfest genannt wird. Heute ist die Säule nicht mehr begehbar.

#### Dreifaltigkeitskirche

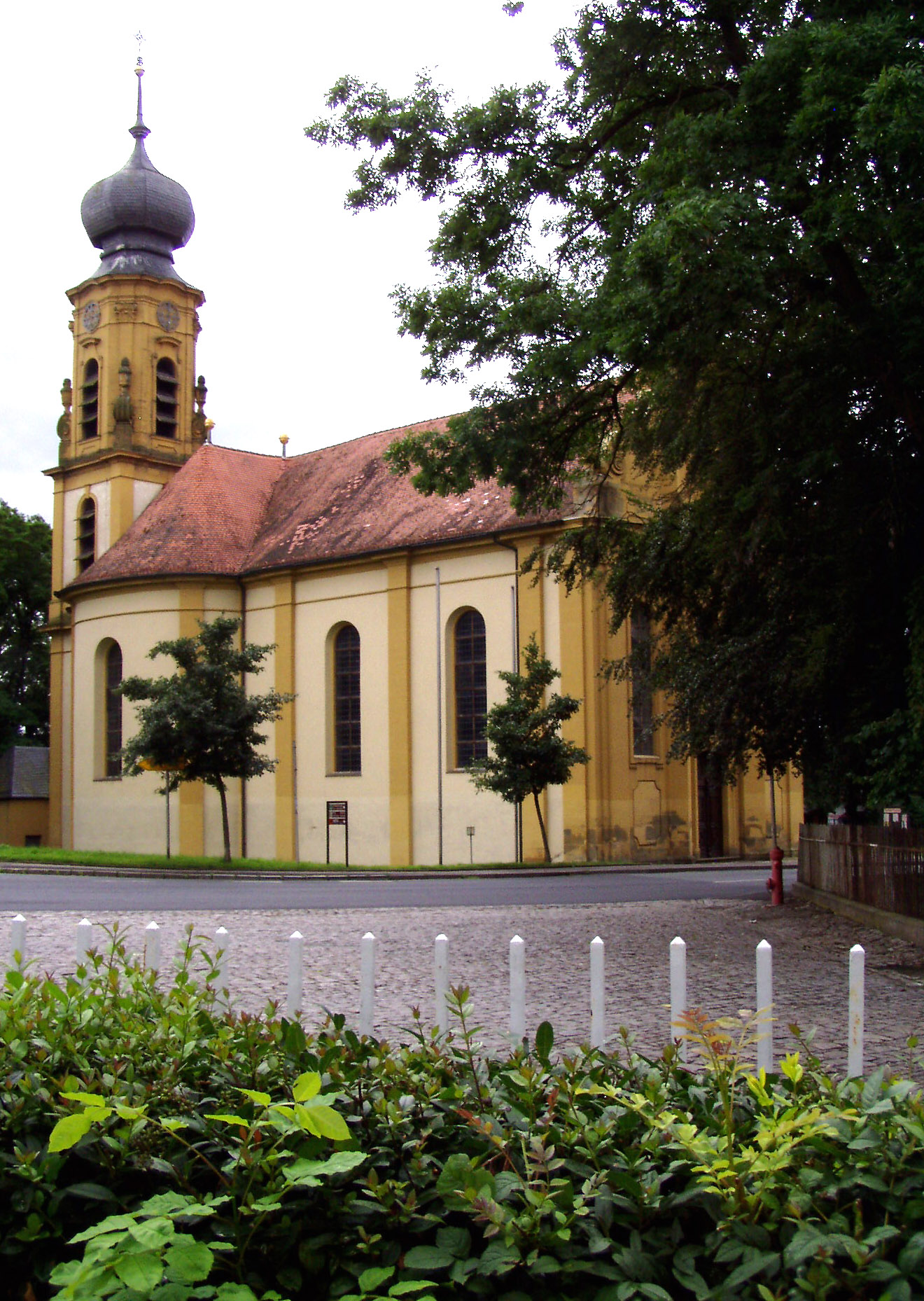
Die Patronatskirche des Hauses Schönborn

Graf Friedrich Karl von Schönborn, der im 18. Jahrhundert die Herrschaft über Gaibach innehatte, plante ab 1740 eine neue Kirche im Dorf als Patronatskirche für sein Haus zu errichten. Damit beauftragte er seinen Hofbaumeister Balthasar Neumann. Im Jahr 1743 konnte der Grundstein gelegt werden, zu Beginn des Jahres 1745 stand der Turm. Die Einweihung der neuen Kirche fand am 5. September 1745 statt.
Das schlichte Langhaus der Kirche ist geostet und besteht aus zwei Jochen, an die sich eine querovale Rotunde anschließt. Im Osten schließt das Kirchengebäude mit drei halbrunden Apsiden und dem Turm ab. Den Mittelpunkt der Ausstattung bildet der Hochaltar, der von Antonio Bossi aufgerichtet wurde. Das Altarblatt zeigt die wichtigsten Vertreter der Herrscherfamilie Schönborn, darüber ist die Heiligste Dreifaltigkeit dargestellt.

#### Kreuzkapelle
Die Kapelle auf dem Sonnenberg am Rande des Gaibacher Schlossparks geht auf das sogenannte Fiber-Cäpelein zurück, das von den Bewohnern des Ortes häufig aufgesucht wurde. Zum Dank für seine gelungene Rettung nach einem Reitunfall plante Lothar Franz von Schönborn, einen Neubau zu errichten. Im Jahr 1700 wurde die Kapelle fertiggestellt, Baumeister war wohl der Bamberger Johann Leonhard Dientzenhofer.
Das Kirchlein wurde als Rotunde errichtet und schließt mit einer halbrunden Kuppel ab. Wiederum wurden für die Innenausstattung nur die namhaftesten Künstler ihrer Zeit verpflichtet. Die Deckengemälde wurden von Lazaro Maria Sanguinetti geschaffen, die Orgel durch die Familie Schleich aus Bamberg aufgerichtet. Zwei kleinere Seitenaltäre befinden sich im Kircheninneren.

#### Privathäuser und Höfe
Gefördert durch die Grafen von Schönborn entstanden im 18. und 19. Jahrhundert östlich und südlich des Schlosses mehrere Privathäuser, die heute ebenfalls als Baudenkmäler vermerkt sind. Das ehemalige Pfarrhaus in der Balthasar-Neumann-Straße ist ein traufständiger Bruchsteinbau mit Walmdach. Direkt daneben befindet sich ein giebelständiges Bruchsteinhaus mit geohrten Fensterrahmungen.
An der Stelle des Gasthofs Goldener Löwe südlich der Schlossanlage stand bereits im 17. Jahrhundert eine Schankstätte mit eigenem Schild. Im Laufe der Zeit ging das ehemalige Schönborn'sche Lehen in private Hände über. Heute ist das Gasthofgebäude ein breiter Walmdachbau mit geohrten Fenstern. Es wurde im 18. Jahrhundert errichtet und erfuhr im 19. Jahrhundert einige Veränderungen.
Der sogenannte Gutshof wurde im 19. Jahrhundert gegenüber vom Schloss errichtet. Zunächst verwalteten die neuen Standesherren von Schönborn von hier aus ihre Landwirtschaft. Heute ist der hufeisenförmige Hof in Privatbesitz. Wie der Gutshof geht das Forsthaus im Norden des Schlossparks auf die Initiative der Grafen zurück. Das Gebäude des 18. Jahrhunderts steht heute leer und ist dem Verfall preisgegeben.

#### Bildstöcke und Kleindenkmäler
Zwei Bildstöcke sind im Dorf überliefert, zum einen der sogenannte Monolith-Bildstock des Jahres 1579 mit der Darstellung der Kreuzigung und zwei Seitenfiguren. Der andere Kreuzigungsbildstock stammt aus dem 18. Jahrhundert und ist dem Barock zuzurechnen. Ein Relief der Pietà wurde im Jahr 1775 in eine Hauswand eingelassen.
Die vielen Prozessionsaltäre im Dorf und auf der Gemarkung sind samt und sonders dem 18. Jahrhundert zuzurechnen. 1736 errichtete man den Altar, der Christus am Ölberg zeigt, im Jahr 1775 folgte die Darstellung der Pietà. Den Abschluss bildete 1781 eine Kapellennische mit Kreuzigungsgruppe.

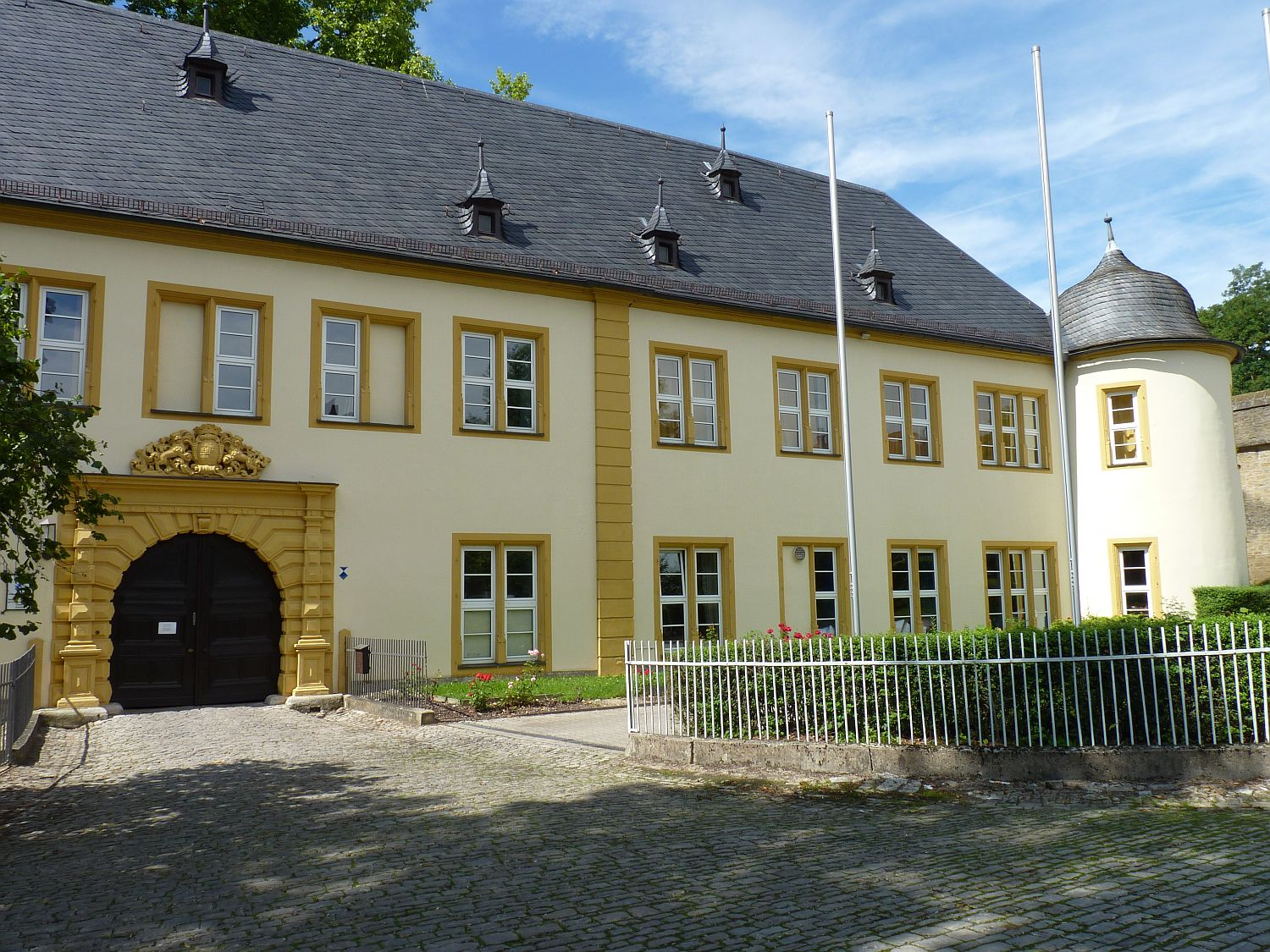
Das Hauptportal und der rechte Flügel des Schlosses
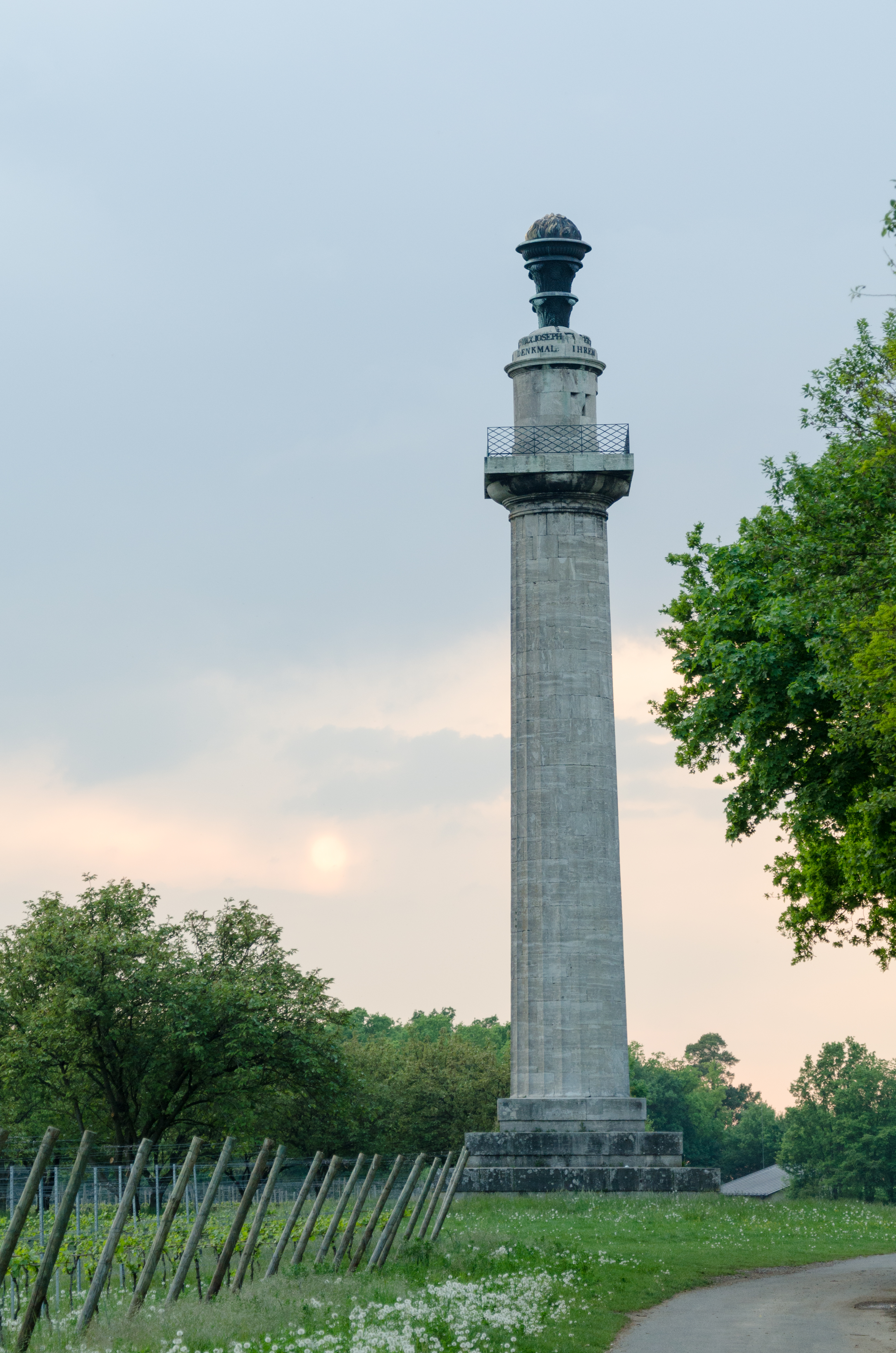
Die Konstitutionssäule
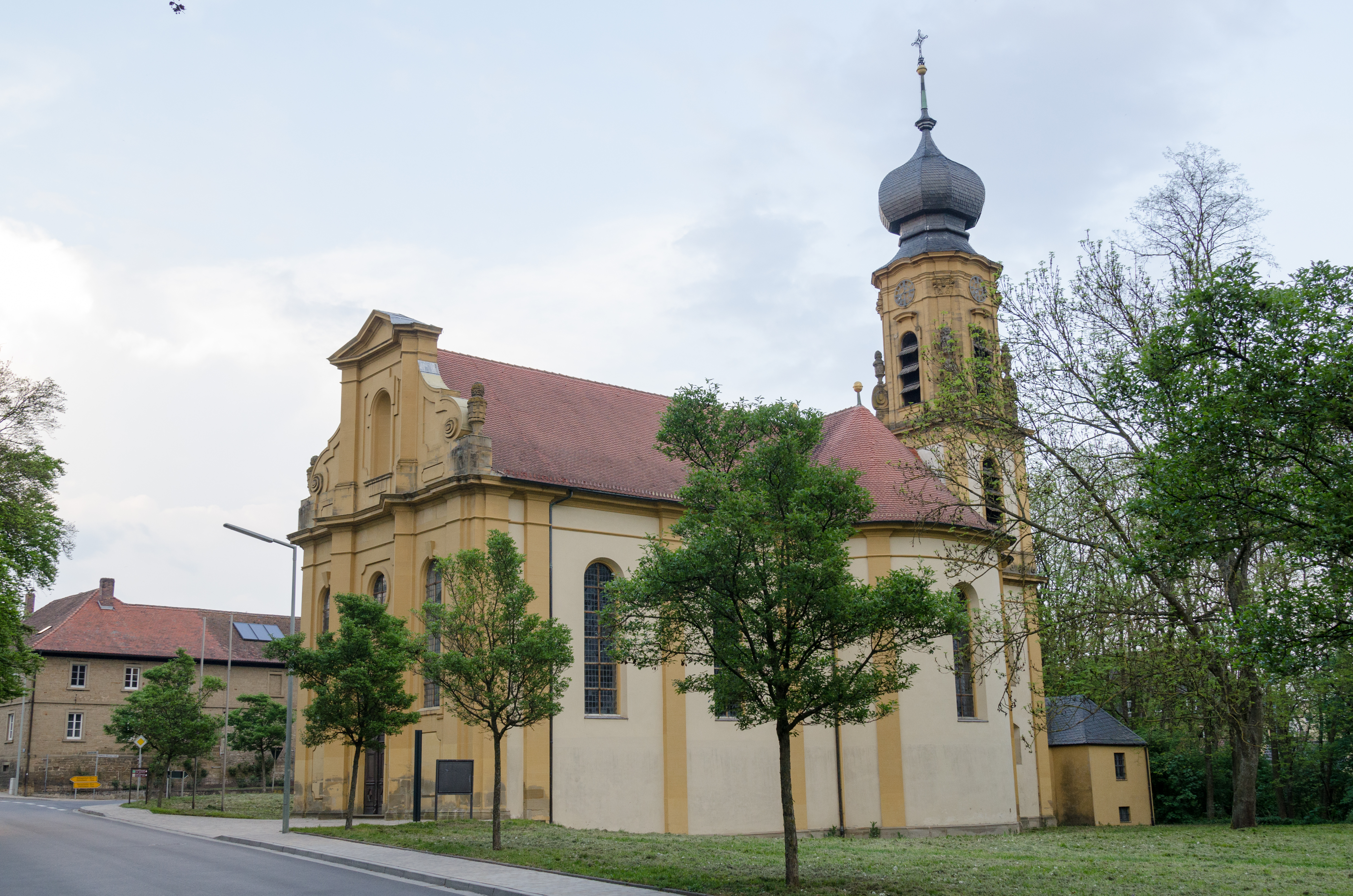
Die Kirche von Balthasar Neumann
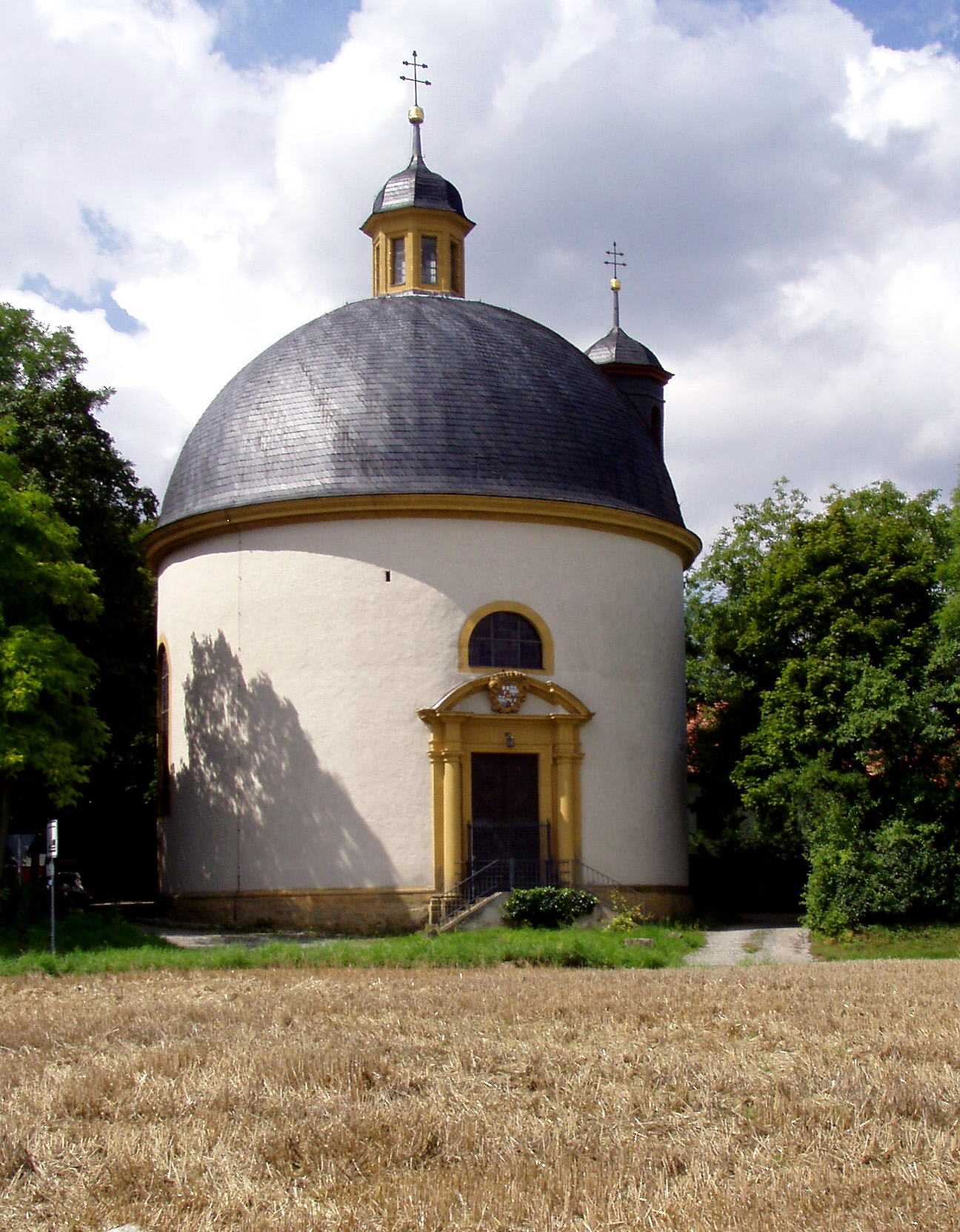
Die Kreuzkapelle an der Staatsstraße
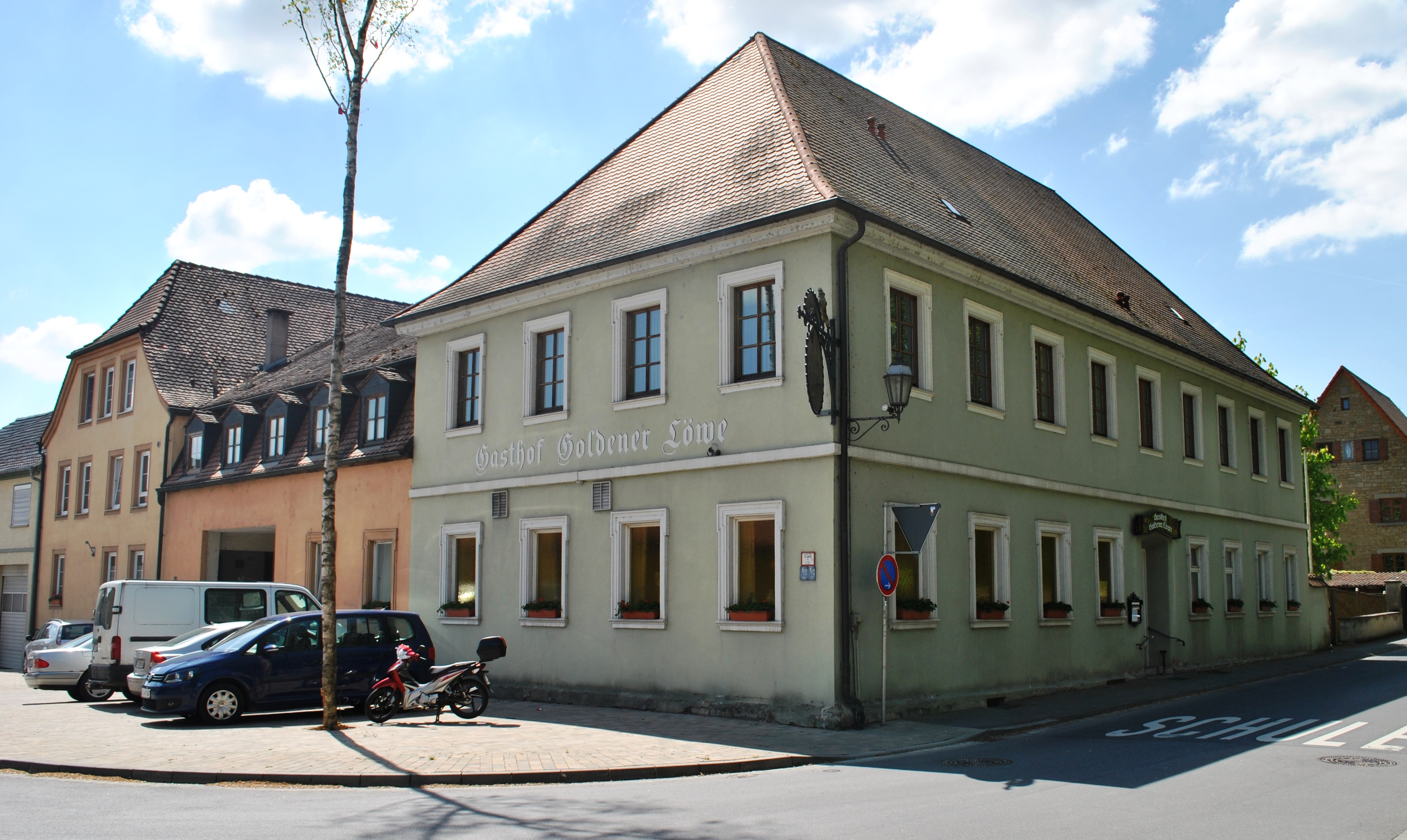
Der Gasthof Goldener Löwe
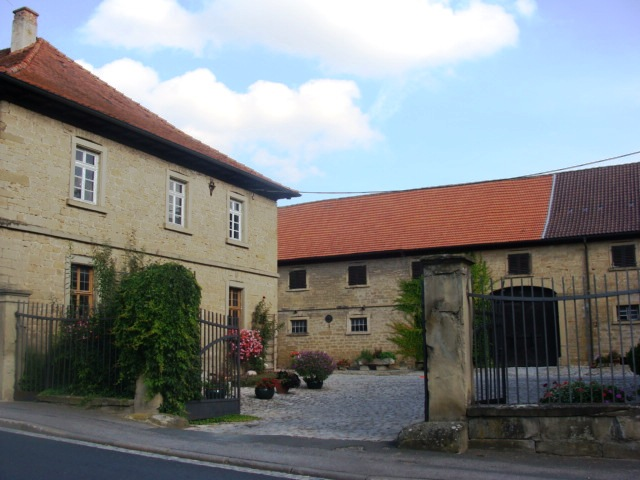
Der Gutshof im Ortskern
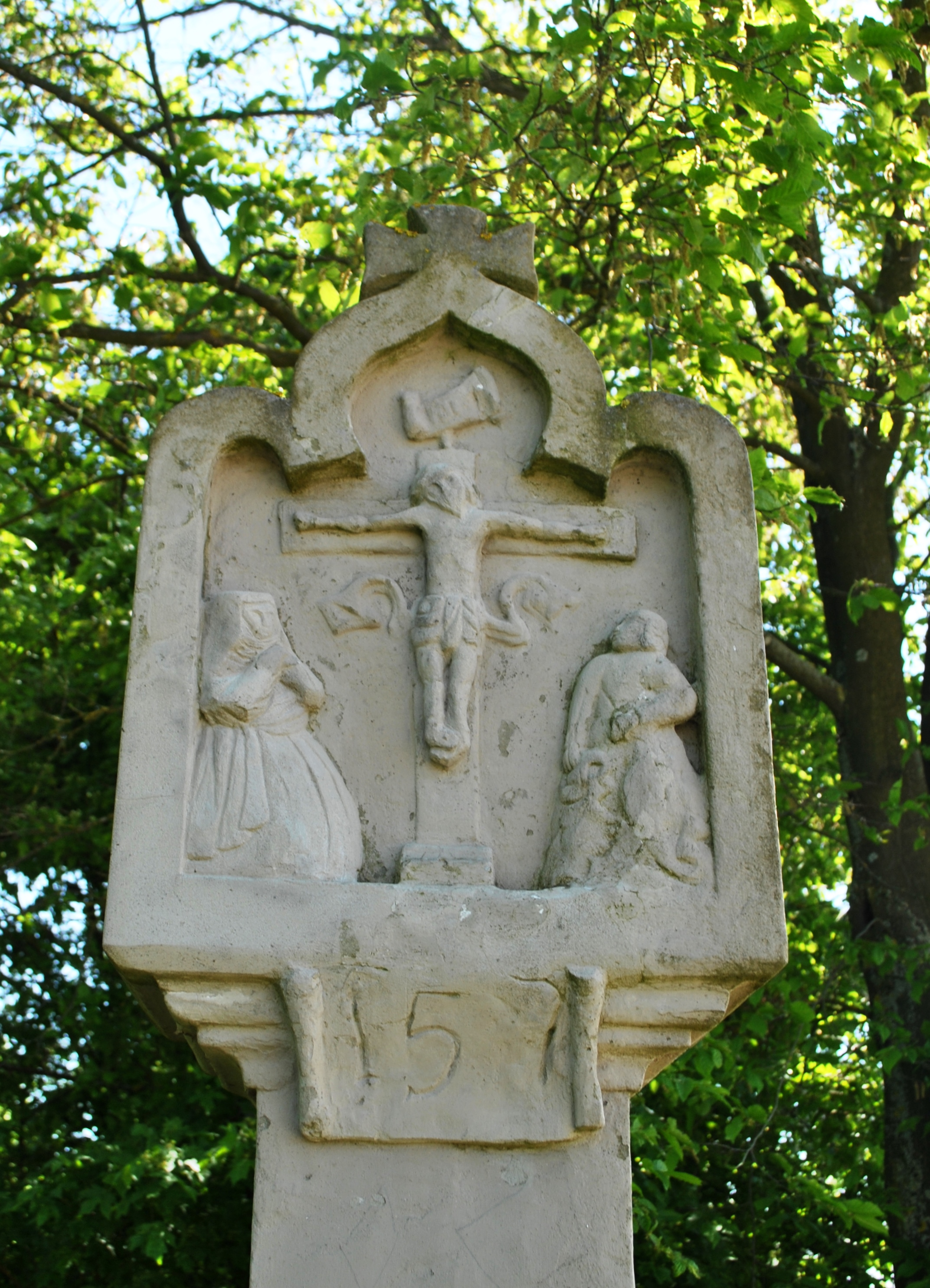
Der Aufsatz des Monolithbildstocks

### Friedhof
Der Friedhof des Ortes ist nicht als Baudenkmal eingeordnet, obwohl er für das Dorf sehr bedeutsam ist. Ursprünglich stand hier eine kleine Kapelle, die dem heiligen Wolfgang geweiht war. Irmgard von Hohenfeld erbaute das Kirchlein um das Jahr 1270, der Volkacher Pfarrer predigte in dieser Kapelle jeden zweiten Sonntag. Bis zum 16. Jahrhundert verfiel die Wolfgangskapelle langsam und wurde deshalb 1587 vom Dorfherr Valentin Echter von Mespelbrunn abgerissen.
Um die Kapelle hatte sich zu diesem Zeitpunkt bereits der Gemeindefriedhof entwickelt. Hier, nördlich des Gutshofs gelegen, wurden neben den Bewohnern des Dorfes auch die Angestellten im Schloss der Dorfherren beigesetzt. Davon zeugen noch die in die Westwand der Ummauerung eingelassenen Grabsteine aus Sandstein. Sie sind von Wind und Wetter stark in Mitleidenschaft gezogen und heute dem Verfall preisgegeben.
Insgesamt sind noch fünf Grabplatten identifizierbar. Es ist jedoch unklar, wie viele Steine ursprünglich in die Friedhofswand eingelassen worden waren. Auch die Inschriften sind teilweise abgeblättert und können nur noch teilweise genau beschrieben werden. Einer der bestehenden Grabsteine kann, aufgrund seiner Größe, eindeutig als Kindergrab identifiziert werden. Die Beschreibungen in der Tabelle stammen von Fotografien und der Ansicht der Steine.
| Nummer | Allgemeine Beschreibung | Wappenbeschreibung | Inschrift | Bild          |
| ------ | --- | --- | --- | ------------- |
| 1      | Der Grabstein ist zweigeteilt. Oben befindet sich ein Wappen, es ist umgeben von einem zurückgezogenen Vorhang. Unten, bekrönt von einem Totenkopf, befindet sich ein Inschriftenmedaillon. | Blasonierung: Ein rechtsblickendes Agnus Dei; auf dem Helm ebenfalls ein Agnus Dei; die Tingierung ist unklar.                                           | Hie ruhen Herrn Joha[…]/ Christian Ha[n]en […]/ Schönbornischen […] u […]/ […] ech […]/ […] gens J […]/ […]672 […]/ […]tian […]/ […]stor […]// | Der Grabstein |
| 2      | Der Grabstein war ursprünglich gerahmt. Unten befindet sich eine reich profilierte Inschriftentafel, oben erkennt man ein Wappen in einem runden Kranz.                                     | Blasonierung: Ein Balken, dessen Tingierung unklar ist; auf dem Helm Büffelhörner. Alle anderen Elemente sind nicht mehr genau zu identifizieren         | nicht mehr zu erkennen | Der Grabstein |
| 3      | Es handelt sich um einen Kindergrabstein. Eine Rahmung mit einer Inschrift umgibt den Stein, zentral ist eine betende Kindergestalt zu erkennen. Zu ihren Füßen sind zwei Wappen zu sehen.  | Blasonierung (links): Umrisse einer Person zu erkennen. Das rechte Wappen ist nicht mehr identifizierbar.                                                | nicht mehr zu erkennen | Der Grabstein |
| 4      | Ein Inschriftenrahmen umgibt sechs Wappen in Zweierreihen. Zentral ist wohl ein Allianzwappen zu sehen, viele Wappen sind abgeschlagen.                                                     | Blasonierung (zentral links): Helm mit Büffelhörnern. Blasonierung (zentral rechts): Widderhorn; auf dem Helm ein Widderhorn; die Tingierung ist unklar. | […]ßen Alters […]on Herr […] | Der Grabstein |
| 5      | Von diesem Grabstein ist nur noch der reich profilierte Rahmen mit einer Inschrift zu erkennen.                                                                                             | kein Wappen vorhanden | […] MORTUA Z MAU 17[…]OANNES CASPAR […] SCHE EN[…]                                                                                             | Der Grabstein |

### Regelmäßige Veranstaltungen
Als älteste jährlich stattfindende Veranstaltung kann in Gaibach die Wallfahrt zur Gnadenmadonna zu Maria im Sand bezeichnet werden. Bereits seit 1506, die Wallfahrt hatte sich gerade erst etabliert, laufen die Gaibacher am dritten Sonntag im Juni über Volkach, Astheim, Escherndorf, Köhler und Neuses am Berg nach Dettelbach. Das Wallfahrtsbild entstammt bereits dem 18. oder 19. Jahrhundert und wurde mit der Darstellung der Gnadenmadonna geschaffen.
Weitere regelmäßige Veranstaltungen prägen den Jahresablauf in Gaibach. In der Nacht vom 30. April auf den 1. Mai feiern die Gaibacher das Maifest, bei dem der Maibaum, eine Birke, auf dem Platz vor dem Gasthof Goldener Löwe aufgestellt wird. Die Gaibacher Kirchweih, jedes Jahr Anfang September, geht auf die Benediktion der katholischen Pfarrkirche zur heiligsten Dreifaltigkeit am 5. September 1745 zurück.
Mittelpunkt des Festkalenders bildet das wesentlich jüngere Gaibacher Schloss-Weinfest. Es findet am ersten Augustwochenende statt und wird im Innenhof des Schönbornschlosses abgehalten. Insgesamt wird vier Tage gefeiert. Neben Weinausschank und der obligatorischen musikalischen Umrahmung treten auch die frischgewählten Weinprinzessinnen des Ortes auf.

### Sagen

#### Der verfluchte Weinstock
Ein Winzer vergaß nach einem Arbeitstag seine Mütze auf einem Rebstock. In der Nacht setzte der Frost ein und die ganze Ernte des Bauern erfror. Lediglich der Stock mit der Mütze blieb erhalten. Der Bauer verfluchte dies mit den Worten: „Hat's der Teufel so weit geholt, so soll er vollends alles holen!“ und machte auch den letzten Rebstock kaputt. Es kam zu einem Wetterumschwung und die erfrorenen Reben trieben erneut aus, sodass im Herbst eine reiche Ernte einzuholen war.
Der Winzer nahm sein jüngstes Kind mit auf den Weinberg und holte die Ernte ein, bis der Wagen mit den Weintrauben voll war. Das Kind wurde auf den Wagen gesetzt und der Bauer wollte die Heimreise antreten. Als das Fuhrwerk aber an dem verfluchten Weinstock vorbeifuhr scheuten die Pferde, der Wagen kippte um und das Kind wurde von den Butten erschlagen. Der Bauer klagte: „Jetzt hat richtig der Teufel alles geholt, sogar mein Kind!“

#### Der Hoi-Mann
Ähnlich wie in Obervolkach, Volkach und Rimbach existieren auch in Gaibach Sagen und Erzählungen über den Hoi-Mann.
Der Verwalter, der das Gaibacher Schloss unter seiner Aufsicht hatte, war streng und hartherzig. Einem Müller, der den fälligen Zins nicht zahlen konnte, pfändete er sein ganzes Hab und Gut. Zuletzt war nur noch das Bett übrig, in dem das kleine Kind des Müllers lag. Das kranke Kind wurde aus der Wiege gerissen und das Bettchen verkauft. Die Frau des Müllers verfluchte daraufhin den Verwalter mit den Worten: „Weder hier noch drüben in der Ewigkeit sollst du Ruhe haben!“
Der Verwalter starb daraufhin sehr bald. Bei seiner Beerdigung bemerkten die Trauergäste eine Gestalt im Schloss, die dem Verwalter ähnelte. Nachts hörten die Diener Geräusche und konnten nicht mehr schlafen. Ein Hexenmeister wurde geholt, der den Geist in den Gaibacher Wald verbannen sollte. Hier trieb er weiterhin sein Unwesen und brachte mit seinem „Hoi-hoi“-Ruf die Pferde zum Scheuen. Daraufhin verbannte man den Geist in die Haardt zwischen Obervolkach und Rimbach.
Eine arme Frau, die von Kolitzheim nach Gaibach zurückkehren wollte, erschien im Wald der Hoi-Mann als ein vornehmer Herr. Sie bat ihn um ein Almosen. Der Mann aber verwandelte sich bei der Anrede in eine Feuersäule. Auch die gräfliche Herrschaft fuhr von Gaibach aus nach Wiesentheid durch den Wald des Hoi-Mannes. Der Weg verschwand plötzlich und die Herrschaft musste nach Gaibach zurückkehren. Einem Schlossdiener erging es ähnlich, er konnte sich im Wald nicht mehr bewegen.

#### Das Gründleinsloch
Die Sage verweist wahrscheinlich auf die nahe Stettenmühle, die zeitweise verlassen war und verfiel. Einst soll in der Nähe von Gaibach eine Mühle mit drei Töchtern des Müllers versunken sein. Die Müllerstöchter kamen aber jedes Jahr einmal aus dem Gründleinsloch und gingen zum Kirchweihtanz nach Gaibach. Sie mussten aber immer um Mitternacht das Fest verlassen, um in das Gründleinsloch in die alte Mühle zurückzukehren.

## Wirtschaft und Infrastruktur

### Wirtschaft

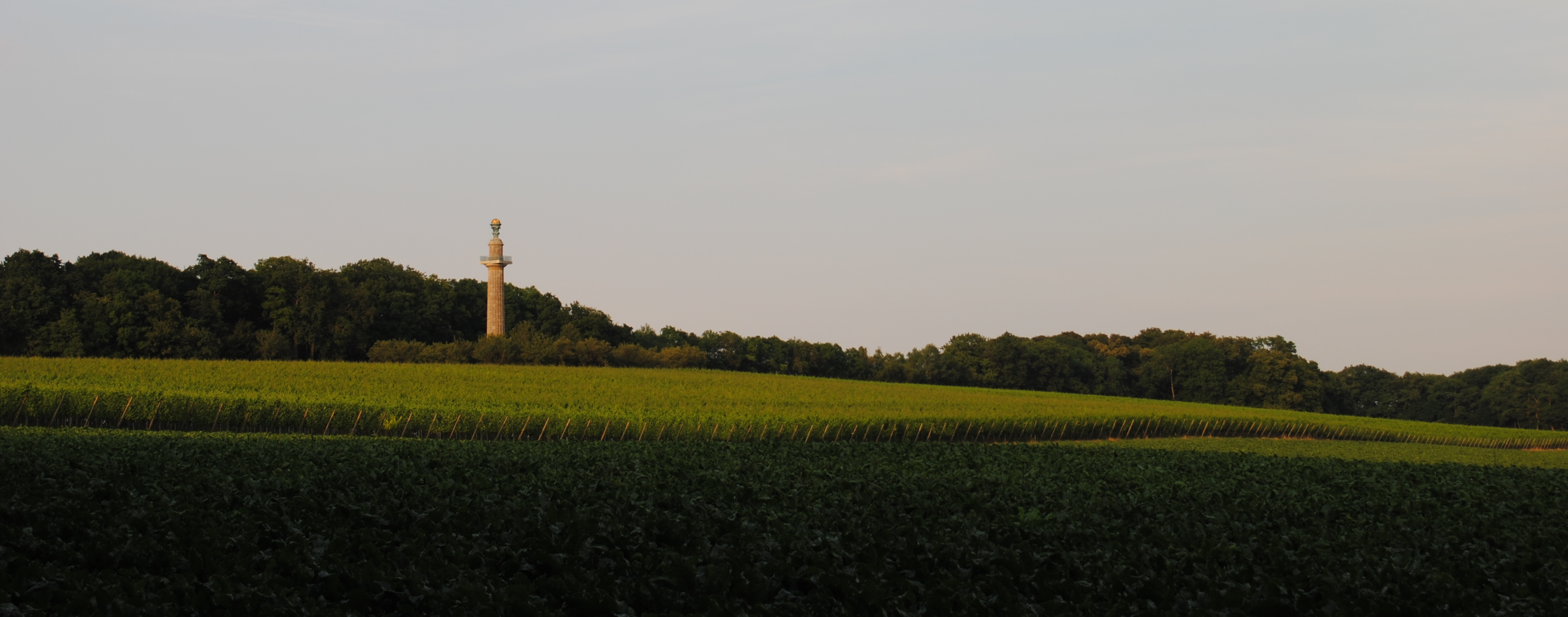
Die Weinlage Schloßpark vor der Konstitutionssäule

Das Dorf weist nur wenige Wirtschaftsbetriebe auf. Viele der Einwohner pendeln zur Arbeit ins nahe Volkach oder nach Schweinfurt. Neben dem Gasthof zum Goldenen Löwen, der mindestens bereits seit dem 17. Jahrhundert an dieser Stelle überliefert ist, existiert mit dem Sitz der Firma Beuerlein Erdbau ein Bauunternehmen im Dorf. Die Firma hat sich auf Baustellenlogistik spezialisiert und unterhält im Westen von Gaibach eine große Lastkraftwagenflotte.
Neben den Betrieben dominiert im Ort der Tourismus. Gaibach zieht als eine der Mainschleifengemeinden um Volkach mit den Sehenswürdigkeiten wie Schloss, Neumann-Kirche und Konstitutionssäule vor allem Kulturtouristen an. Deshalb haben sich im Dorf mehrere Ferienwohnungen etabliert. Wichtiger Wirtschaftsfaktor ist auch das Franken-Landschulheim Schloss Gaibach mit circa 100 Lehrkräften, das von etwa 1200 Schülern und Schülerinnen besucht wird.
Von den landwirtschaftliche Betrieben stellen die Weingüter eine typische Besonderheit der Region dar. Gaibach weist zwei Weinlagen auf, im Norden im Schlosspark (Gaibacher Schloßpark) und im Osten (Gaibacher Kapellenberg). Beide entstammen dem ehemaligen Gräflich Schönborn'schen Domänenkeller und werden heute privat bewirtschaftet. Der Kapellenberg gehört zur Großlage Volkacher Kirchberg, während der Schloßpark großlagenfrei ist.
| Weinlage     | Größe 1978 | Größe 1993 | Himmelsrichtung | Hangneigung | Hauptrebsorten                                      | Großlage            |
| ------------ | ---------- | ---------- | --------------- | ----------- | --------------------------------------------------- | ------------------- |
| Kapellenberg | 1,6 ha     | 30,0 ha    | Süden, Osten    | 15 %        | Müller-Thurgau, Silvaner, Riesling, Schwarzriesling | Volkacher Kirchberg |
| Schlosspark  | 6,8 ha     | 12,0 ha    | Süden           | 15 %        | Silvaner, Müller-Thurgau                            | großlagenfrei       |

### Verkehr
Gaibach war lange Zeit wichtiger Verkehrsknotenpunkt am nördlichen Ausgang der Mainschleife. Von Würzburg aus führte im Hochmittelalter eine Route über Prosselsheim, Fahr mit der Fähre und weiter über Heidenfeld nach Schweinfurt. Zusätzlich zweigte direkt vor dem Schloss die Straße nach Gerolzhofen und Donnersdorf in Richtung Haßfurt ab. Zunächst bestand die Verbindung zwischen Astheim/Volkach nach Schweinfurt nicht, dies änderte sich erst mit dem Bau der Volkacher Mainbrücke im 19. Jahrhundert.
Heute durchqueren mehrere Kreisstraßen das Dorf Gaibach. Wichtigste Straße ist die Staatsstraße 2271, die von Süden kommend in Richtung Kolitzheim verläuft und direkt am Ortskern vorbeiführt. Seit dem Jahr 2015 wird über eine Umgehungsstraße verhandelt, da durch den Ort der Güterverkehr nach Schweinfurt geleitet wird. Nach einer Bürgerinitiative, bei der die Baulast auf den Freistaat Bayern abgegeben werden sollte, werden die Pläne derzeit jedoch nicht verfolgt.
Die Kreisstraßen KT 32, 33 und 35 führen durch die Gemarkung von Gaibach. Die Kreisstraße SW 37 endet im Osten des Dorfgebietes, wo sie in die Balthasar-Neumann-Straße übergeht. Die Straße KT 33 im Südosten führt in Richtung Obervolkach entlang der Landkreisgrenze, während die Kreisstraße KT 32 von Südwesten kommend in Gaibach endet. Sie verläuft von Fahr aus. Von ihr zweigt die Straße KT 35 nach Norden ab und führt durch den Gutshof Öttershausen.
Nur wenige Omnibusse fahren Gaibach mit der Haltestelle Schweinfurter Straße an. Aufgrund der Durchfahrtsstraße in Richtung Schweinfurt steuert der Bus zwischen Volkach, Schwebheim und Schweinfurt das Dorf an. Gaibach ist Teil der Route des Mainschleifen-Shuttles, das zwischen Frühling und Herbst eine Runde um die Mainschleifengemeinden macht. Zusätzlich wurde von der Stadt Volkach der sogenannte Bürgerbus eingerichtet. Er hält zweimal wöchentlich in Gaibach.
Durch Gaibach führt der Fränkische Marienweg.

### Bildung
Im zentral im Dorf gelegenen Kindergarten werden Kinder ab 18 Monaten aufgenommen. Er bietet den Kindern eine Vorbereitung auf die Schule. Als Besonderheiten gibt es Englischkurse und naturpädagogische Angebote. Exkursionen zu verschiedenen Zielen an der Mainschleife und Besuche von Betrieben in der näheren Umgebung ergänzen das Bildungsangebot.

Das Logo des Franken-Landschulheims Schloss Gaibach

Gaibach hatte lange Zeit eine eigene Grundschule im Dorf. Das alte Schulgebäude an der Schweinfurter Straße wurde zu einem Ortsteiltreffpunkt umgebaut und mit einer Sirene auf dem Dach ausgestattet. Gaibach ist Teil des Schulsprengels Volkach mit der dortigen Volksschule, in der Grund- und Mittelschule zusammengefasst sind. Schüler und Schülerinnen können hier den Qualifizierenden Hauptschulabschluss und über den sogenannten M-Zweig die Mittlere Reife absolvieren.
In Gaibach befindet sich das Franken-Landschulheim Schloss Gaibach (kurz FLSH), ein Gymnasium mit Realschule und Internat. Die Schule entstand im Jahr 1949 und wurde vom Zweckverband Bayerische Landschulheime gegründet. Viele Schulen in den Städten waren zerstört, zusätzlich mussten viele Flüchtlinge unterrichtet werden. Nachdem der erste Jahrgang 1956 mit dem Abitur entlassen werden konnte, wuchs die Schule in den folgenden Jahrzehnten immer weiter. 1968 wurde die Realschule eröffnet. Heute präsentiert sich das Gymnasium als Ganztagsschule, die mehrere Ausbildungsrichtungen anbietet. Älter ist der Sprachliche Zweig, während der  Wirtschafts- und Sozialwissenschaftliche Zweig erst später eingeführt wurde. Die Realschule gliedert sich in vier Zweige. Neben dem Mathematisch-Naturwissenschaftlich-technischem, dem Wirtschaftlichen und dem Fremdsprachlichen, bietet das Franken-Landschulheim auch einen Musisch-gestaltenden Zweig an.

### Vereine und Verbände
In Gaibach existiert eine Freiwillige Feuerwehr, die in einem Feuerwehrverein organisiert ist. Das zwischen 1952 und 1955 errichtete Feuerwehrhaus befindet sich in der Schweinfurter Straße. Derzeit befindet sich das Haus hinter der alten Schule.  Kommandant ist gegenwärtig Daniel Schmitt. Die Gaibacher Feuerwehr besitzt als Einsatzwagen ein Mehrzwecktransportfahrzeug, ein Löschgruppenfahrzeug 8/10 mit Allrad sowie eine Anhängeleiter 16/4.
Eine Besonderheit stellt die Gaibacher Schulfeuerwehr dar. Im Jahr 1984 wurde sie als Unikum der bayerischen Schullandschaft im Franken-Landschulheim gegründet. Nachdem die Ausrüstung von den Freiwilligen Feuerwehren der Umgebung gespendet worden war und die Schülerinnen und Schüler die notwendigen Leistungsprüfungen abgelegt hatten, begann die Feuerwehr 1994 mit ihren ersten Einsätzen, die sich allerdings auf das Schulgelände beschränkten.
Weitere Vereine sind der CSU-Ortsverband und der Gaibacher Jugendtreff in der alten Schule. Die Gaibacher Kolpingsfamilie als Teil des weltweiten, katholischen Sozialverbandes setzt sich für die Erwachsenenbildung und internationale, humanitäre Projekte ein. Außerdem organisieren sich einige Gaibacher und Gaibacherinnen in einem Sportclub.

## Persönlichkeiten

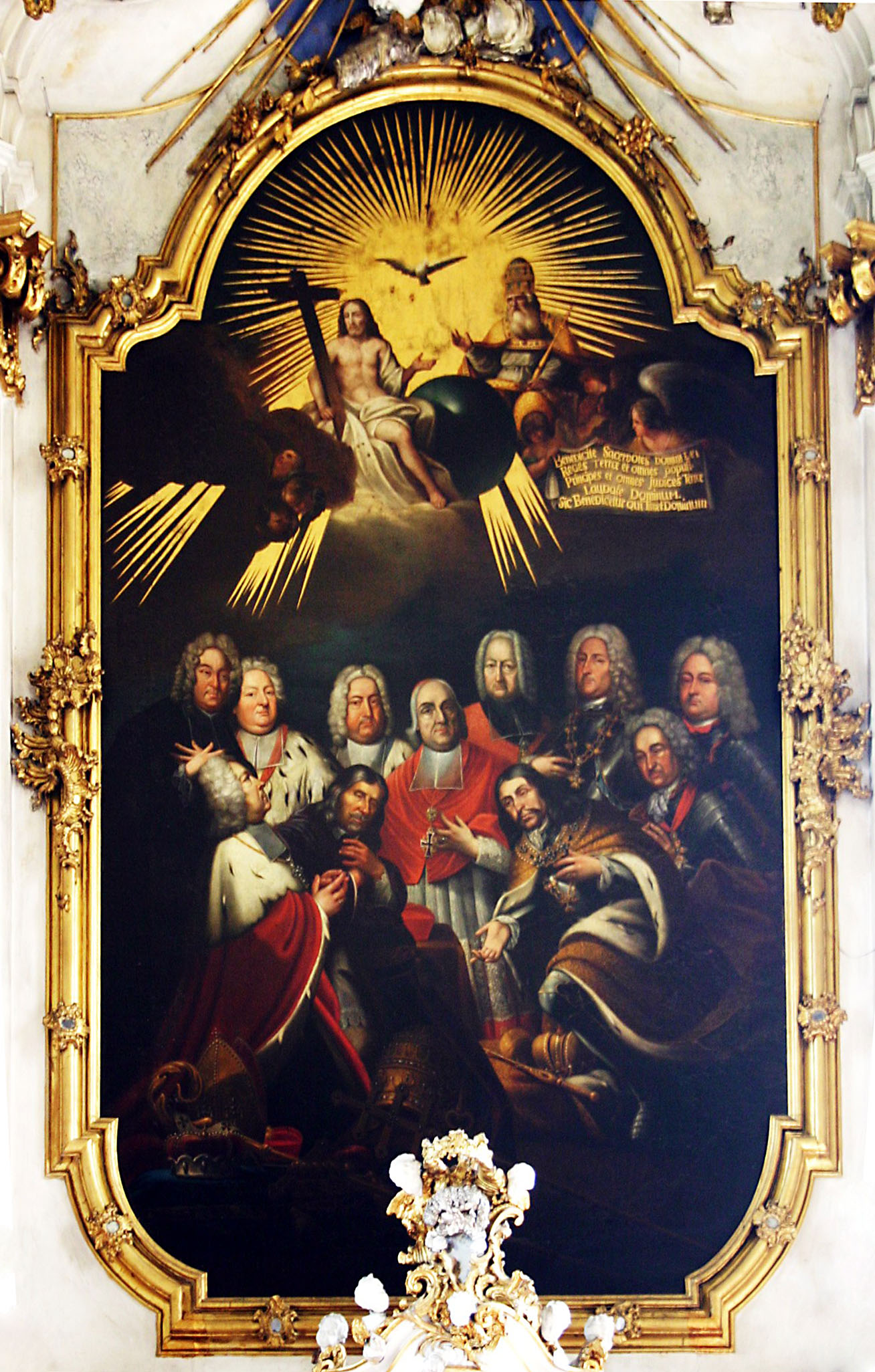
Das Altarblatt der Pfarrkirche zeigt drei Generationen des Hauses Schönborn. Teilweise wirkten die Grafen auch in Gaibach

Eine Vielzahl von bedeutenden Persönlichkeiten wirkte in Gaibach, auch wenn nur wenige von ihnen im Dorf geboren wurden. Der Dorfherr und Erbauer des Gaibacher Schlosses, Valentin Echter von Mespelbrunn (1550–1624) starb auf dem Gutshof Öttershausen bei Gaibach. Der Bischof Lothar Franz von Schönborn (1655–1729) ließ dann das Schloss im Stile des Barock umbauen und einen prächtigen Garten anlegen. Sein Nachfolger Friedrich Carl von Schönborn (1674–1746) förderte Gaibach im 18. Jahrhundert weiter, die heutige Pfarrkirche geht auf ihn zurück.
Sein Onkel Rudolf Franz Erwein von Schönborn (1677–1754) starb 1754 in der Residenz Schloss Gaibach. Nach der Auflösung der Herrschaft Gaibach zog sich Franz Erwein von Schönborn-Wiesentheid (1776–1840) auf das Schloss im Ort zurück und ließ es mit einem Englischen Landschaftspark umgeben. In Gaibach geboren wurde der Abgeordnete des Reichstages Clemens August von Schönborn-Wiesentheid (1810–1877).
In Gaibach geboren wurde der Jesuit Johann Joseph Pfriem (auch Pfrim, Pfriemb, 1711–nach 1771). Er war Professor für Ethik und Physik an der Mainzer Universität. Später lehrte er als Professor der Theologie an den Universitäten Bamberg und Fulda. Pfriem war außerdem Rektor des Kollegiums von Speyer. Außerdem betätigte er sich als theologischer und juristischer Schriftsteller.
Die Dorfherren förderten durch die rege Bautätigkeit auch einige Künstler, die in Gaibach wirkten. Allen voran ist  Balthasar Neumann (1687–1753) zu nennen, der die Dreifaltigkeitskirche errichtete. Für das Schloss hatte man sein Bamberger Pendant, den Hofbaumeister Leonhard Dientzenhofer (1660–1707), verpflichten können. 1721 legte der Maler Jan Joost van Cossiau (um 1664–um 1732) für Fürstbischof Lothar Franz für seine Gemälde in Gaibach einen Katalog an. Die Konstitutionssäule im Schlosspark geht im 19. Jahrhundert auf den klassizistischen Baumeister Leo von Klenze (1784–1864) zurück.
Wilhelm Joseph Behr (1775–1851) war von 1821 bis 1832 Bürgermeister von Würzburg. Er hielt am Gaibacher Konstitutionsfest eine Rede, in der er den König und seine Verfassung kritisierte. Daraufhin wurde er vom Stadtrat abgesetzt und zu Festungshaft verurteilt. Das Franken-Landschulheim verleiht in Anerkennung seiner Verdienste den Wilhelm-Joseph-Behr-Preis für außerordentliche Leistungen im Fach Geschichte.
Während des Zweiten Weltkrieges war der Kunstmaler Ludwig Weninger (1904–1945) in Gaibach stationiert. Beim Vorrücken der 7. US-Armee versteckte sich Weninger im Hofgut Öttershausen und wurde bei einem Fluchtversuch am 11. April 1945 erschossen. Er wurde im Gaibacher Friedhof beigesetzt, sein Grab ist mit dem Sterbetag 12. April versehen. Gaibach zeichnete den Pater Chlodwig Hornung (1908–1985), Missionar in Tansania, im Jahr 1976 mit dem Ehrenbürgerrecht aus. Zwischen 1982 und 1993 war der Theologe Hans-Joachim Schulz als Pfarrer in Gaibach tätig.